# Petre Blajovici
Petre Blajovici (n. 1922, Inand, România) a fost un demnitar comunist român.
De profesie lăcătuș mecanic, a studiat la Facultatea de Economie Generală, Academia de Studii Economice; Academia de Științe Social-Politice “Ștefan Gheorghiu”.
În decembrie 1947 a devenit membru a PCR. A fost membru al CC al PCR în perioada 1965 - 1979, prim-secretar al Comitetului Regional PMR Banat, ministru. Petre Blajovici a fost deputat în Marea Adunare Națională în sesiunile din perioada 1961 - 1980.
Între 1967-1969 a condus Ministerul Muncii.și a fost vicepreședinte al Consiliului de Miniștri.
În 1969 a fost numit președinte al Comitetului de Stat pentru Economia și Administrația Locală.
Între 1977-1979 a fost Ministru Secretar de Stat la Ministerul Agriculturii, Industriei Alimentare, Șeful Departamentului Industriei Alimentare.
A fost ambasador extraordinar și plenipotențiar al R.S.R. în Zimbabwe (1980-1983). O stradă din Oradea poartă numele lui Petre Blajovici.

## Distincții
- Ordinul Muncii clasa a III-a (21 august 1954) „pentru merite deosebite pe tărîmul construcției de stat, economice, sociale și culturale, cu ocazia celei de a zecea aniversări a eliberării patriei noastre”[6]
- Medalia „40 de ani de la înființarea Partidului Comunist din Romînia” (6 mai 1961) „pentru merite în activitatea de partid și întărirea regimului democrat-popular”[7]
- Ordinul „Steaua Republicii Populare Romîne” clasa a III-a (18 august 1964) „pentru merite deosebite în opera de construire a socialismului, cu prilejul celei de a XX-a aniversări a eliberării patriei”[8]
- Ordinul „Tudor Vladimirescu” clasa a II-a (30 aprilie 1966) „cu prilejul celei de-a 45-a aniversări de la înființarea Partidului Partidului Comunist din România, pentru merite deosebite în opera de construire a socialismului”[9]
- Medalia „A XXV-a Aniversare a Eliberării Patriei” (4 august 1969) „pentru merite deosebite în lupta împotriva fascismului, în eliberarea țării, în războiul antihitlerist, în instaurarea puterii democrat-populare și construirea socialismului în Republica Socialistă România, cu prilejul celei de-a XXV-a aniversări a eliberării patriei”[10]
- Ordinul „23 August” clasa I (4 mai 1971) „cu prilejul aniversării a 50 de ani de la constituirea Partidului Comunist Român, [...] pentru merite deosebite în opera de construire a socialismului”[11]
- Medalia „25 de ani de la proclamarea Republicii” (26 decembrie 1972) „pentru merite deosebite în opera de construire a socialismului, cu prilejul aniversării a 25 de ani de la proclamarea Republicii”[12]